# Гранд-Гейвенс (Мічиган)
Гранд-Гейвенс (англ. Grand Haven) — місто (англ. city) в США, в окрузі Оттава штату Мічиган. Населення — 11 011 особа (2020).

## Географія
Гранд-Гейвенс розташований за координатами 43°3′19″ пн. ш. 86°13′27″ зх. д. / 43.05528° пн. ш. 86.22417° зх. д. (43.055165, -86.224213).  За даними Бюро перепису населення США в 2010 році місто мало площу 19,07 км², з яких 14,95 км² — суходіл та 4,12 км² — водойми. В 2017 році площа становила 16,19 км², з яких 14,82 км² — суходіл та 1,37 км² — водойми.

## Демографія
Згідно з переписом 2010 року, у місті мешкало 10 412 осіб у 4769 домогосподарствах у складі 2721 родини. Густота населення становила 546 осіб/км².  Було 5815 помешкань (305/км²).
Расовий склад населення:
| - 95,0 % — білих - 1,0 % — азіатів - 0,9 % — корінних американців - 0,7 % — чорних або афроамериканців |

До двох чи більше рас належало 1,9 %. Частка іспаномовних становила 2,4 % від усіх жителів.
За віковим діапазоном населення розподілялося таким чином: 20,7 % — особи молодші 18 років, 60,2 % — особи у віці 18—64 років, 19,1 % — особи у віці 65 років та старші. Медіана віку мешканця становила 42,9 року. На 100 осіб жіночої статі у місті припадало 90,0 чоловіків;  на 100 жінок у віці від 18 років та старших — 86,3 чоловіків також старших 18 років.
Середній дохід на одне домашнє господарство  становив 65 061 долар США (медіана — 45 859), а середній дохід на одну сім'ю — 83 986 доларів (медіана — 57 092). Медіана доходів становила 41 882 долари для чоловіків та 38 087 доларів для жінок. За межею бідності перебувало 8,8 % осіб, у тому числі 11,4 % дітей у віці до 18 років та 8,1 % осіб у віці 65 років та старших.
Цивільне працевлаштоване населення становило 5245 осіб. Основні галузі зайнятості: освіта, охорона здоров'я та соціальна допомога — 22,9 %, виробництво — 20,2 %, науковці, спеціалісти, менеджери — 11,3 %, мистецтво, розваги та відпочинок — 11,0 %.